# Kaddour Bekhloufi
Kaddour Bekhloufi est un footballeur et entraîneur algérien né le 7 juin 1934 à Oran, et mort le 26 juillet 2019. 
Il est connu en France pour avoir joué une saison à l'AS Monaco avant de fuguer pour rejoindre l'équipe du FLN.

## Biographie
Très jeune, Kaddour Bekhloufi s'intéresse déjà au football, avec le grand nombre de clubs créés à Oran, Kaddour avait le choix, il partit donc signer chez le CAL Oran, avant de rejoindre l'AS Marine d'Oran. Quelques années plus tard, en 1956, il reçoit ses premières propositions venant de l'étranger, plus précisément du Valence FC et de l'AS Monaco. Son choix a été fait en disant:
« Entre Spania Khalia et la Côte d’Azur, il n’y avait pas photo. Et pourtant, j’ai pris conseil auprès de Ahmed Firoud qui connaît bien cette région, et également auprès de Boudjellal qui avait effectué deux tentatives à Monaco et à Cannes ».
Il part donc effectuer des tests à l'AS Monaco qui s'avèreront concluants. Il fera alors deux tournées avec son club, en Corse et en Allemagne où il confirme sa valeur. Pour son premier match, il remplacera Michel Hidalgo, et il marquera un but, qui sera applaudi par le Prince Rainier et son épouse Grace Kelly, qui insisteront pour le voir après la rencontre. En 1958, Kaddour laisse tout tomber, et part rejoindre l'équipe du FLN de football à Tunis, avec laquelle il restera pendant 4 ans et disputera 30 matchs. Après cette période, il reprend du service à l'USM Bel-Abbès, puis retourne à Oran mais cette fois-ci chez l'ASM Oran et terminera sa carrière de joueur chez l'USM Setif, qu'il entraînera après avoir entrainé son club de cœur l'ASM Oran.

## Carrière

### Joueur
- 1948-1954 :  CAL Oran
- 1954-1957 :  AS Marine d'Oran
- 1957-1958 :  AS Monaco (5 matchs, aucun but)[7]
- 1962-1963 :  USM Bel Abbès
- 1963-1969 :  ASM Oran
- 1969-1970 :  USM Setif

### Entraîneur
- ASM Oran
- USM Setif
- NAR Oran
- ASM Oran

## Palmarès d'entraîneur
- Finaliste  de la Coupe d'Algérie 1983 avec l'ASM Oran